# Rosmarie Pierer
Rosmarie Pierer (* 14. Mai 1918 in Bernburg (Saale); † 20. Februar 2012 in Hamburg) war eine deutsche Fotografin und Werbegrafikerin.

## Leben
Pierer absolvierte eine Ausbildung zur Werbegrafikerin und ein Volontariat bei einer Zeitung in Leipzig und in Neuweiler. 1942 erstellte sie für die Bezirksleitung 20 des Reichsarbeitsdienstes einen Fotobildband Helfende Hände bei den Bergbauern aus Aufnahmen von Helga Schönemann und einen Dokumentarfilm.
Sie betrieb in Göttingen ein Fotostudio mit einem Kleiderschrank als Dunkelkammer, 1948 fertigte und vermarktete sie Porträtfotografien auf dem Winzerfest in Neuweiler.
1949 zog sie nach Hamburg, wo sie Fotografin am Thalia-Theater war.
Hier produzierte sie Tonbildschauen für Beiersdorf AG, Deutsche Airbus, Philips und die Handelskammer Hamburg. 1950 ging Inge Feltrinelli bei ihr in die Lehre. Zu dem 1963 erschienenen Bildband Griechenland und die Ägäis steuerte sie SW-Aufnahmen von den Ionischen Inseln, aus Korfu, Leukas, Mykonos, Syros, Skiathos, Chios und Kreta bei. Mit dem Medium Videoclip präsentierte sie die Themata: Umweltschutz, Drogenprävention und AIDS-Prävention.

## Porträtfotografie
Sie porträtierte u. a.: Ernst Rowohlt (Rowohlt-Chef), Hadi Teherani (Architekt), Albert Darboven (Kaffee-Unternehmer), Gyula Trebitsch (Filmproduzent) sowie Helmut Schmidt (Altkanzler).

## Studio Pierer
In einem Jugendstilgebäude in Hamburg-Eppendorf wurden unter ihrer Regie Werbe-Multimedia-Präsentationen produziert und Eventmanagement verkauft.